# Trentyn Flowers
Trentyn Levi Flowers (Towson, Maryland, 8 de marzo de 2005) es un baloncestista estadounidense que pertenece a la plantilla de Los Angeles Clippers de la NBA, con un contrato dual que le permite jugar también en su filial de la G League, los San Diego Clippers. Con 2,06 metros de estatura, juega en la posición de alero. 

## Trayectoria deportiva

### Primeros años
Pasó por cuatro institutos diferentes, completando una temporada en cada uno de ellos. Fue considerado uno de los 10 mejores aleros de la clase de 2024. El 17 de marzo de 2023 declaró su compromiso de unirse a los Louisville Cardinals de la División I de la NCAA y se reclasificaría a la clase de 2023 para ser elegible para la temporada 2023-24. Pero El 14 de agosto anunció que se había desvinculado de Louisville para firmar con los Adelaide 36ers de la NBL australiana como miembro del programa Next Stars de la liga.

### Profesional
Jugó una temporada en los Adelaide 36ers. El 27 de agosto, el entrenador del equipo, C. J. Bruton, nombró a Flowers como base titular del equipo. Después de los intentos de utilizarlo como base para comenzar la pretemporada,finalmente lo trasladaron a la posición de alero. Anotó 23 puntos, incluidos 18 en el último cuarto, para llevar a los 36ers a su primera victoria de la temporada contra los Illawarra Hawks el 14 de octubre de 2023. Jugó 18 partidos con los 36ers, en los que promedió 5,5 puntos y 3,1 rebotes.
El 14 de abril de 2024 se declaró elegible para el Draft de la NBA. Tras no ser elegido, el 25 de julio firmó un contrato dual con Los Angeles Clippers de la NBA y su filial de la G League, los San Diego Clippers. Debutó en la NBA el 4 de diciembre, en un partido ante los Minnesota Timberwolves, logrando nueve puntos y cuatro rebotes en algo más de 14 minutos en pista.

## Estadísticas de su carrera en la NBA

### Temporada regular
| Año     | Equipo        | PJ | PT | MPP | %TC  | %3P  | %TL   | RPP | APP | ROB | TPP | PPP |
| ------- | ------------- | -- | -- | --- | ---- | ---- | ----- | --- | --- | --- | --- | --- |
| 2024-25 | L.A. Clippers | 6  | 0  | 4.5 | .364 | .000 | 1.000 | .7  | .0  | .0  | .0  | 1.8 |
| Total   | Total         | 6  | 0  | 4.5 | .364 | .000 | 1.000 | .7  | .0  | .0  | .0  | 1.8 |